# Massimo Cappelli
Pour les articles homonymes, voir Cappelli.
Massimo Cappelli, né le 19 janvier 1966 à Ascoli Piceno (Marches), est un réalisateur, scénariste et producteur de cinéma italien.

## Filmographie

### Courts métrages
- 1999 : Toilette
- 2000 : Il Sinfamolle
- 2001 : Ampio, luminoso, vicino Metro
- 2004 : Per Agnese
- 2005 : Tutto brilla[2]
- 2008 : Bulli si nasce (2008)
- 2010 : 41 (2010)

### Longs métrages
- 2001 : Sei come sei
- 2006 : Il giorno + bello (it)
- 2015 : Non c'è 2 senza te (it)
- 2016 : À point nommé (Prima di lunedì)
- 2022 : E buonanotte - Storia del ragazzo senza sonno (it)
- 2023 : Avant de partir (it) (Prima di andare via)[3]
- 2024 : Settimo grado